# جوهان فون كلينوا
جوهان فون كلينوا (بالألمانية: Johann von Klenau)‏ (و. 1758 – 1819 م) هو عسكري، وضابط  نمساوي، ولد في براغ، بدأ مشواره المهني سنة 1775، ويحمل رتبة عسكرية فريق أول، وGeneral of the cavalry (Austria) ‏، توفي في برنو، عن عمر يناهز 61 عاماً.

## جوائز
حصل على جوائز منها:
- Commander of the Order of Maria Theresa  [لغات أخرى]‏[2]
- نيشان القديس ألكسندر نيفيسكي  [لغات أخرى]‏
- Grand Cross of the Imperial Order of Leopold  [لغات أخرى]‏
- Order of St. Vladimir, 2nd class  [لغات أخرى]‏